# Digomphia
Digomphia é um género botânico pertencente à família Bignoniaceae.

## Espécies
- Digomphia ceratophora
- Digomphia densicoma
- Digomphia laurifolia